# 애덤 힉스
애덤 힉스(Adam Hicks, 1992년 11월 28일 ~ )는 미국의 배우 및 가수이다.

## 출연 작품
- 리틀 세비지스 (2016)
- 윈저 (2015)
- 더 보이 넥스트 도어 (2015)
- 레모네이드 마우스 (2011)
- 지크 앤드 루터 (2009)
- 모스트리 고스트리 (2008)
- 구운 벌레 먹는 법 (2006)
- 쉐기 독 (2006)
- 크리스마스의 열 두 마리 개 (2005)
- 다운 앤 더비 (2005)